# Histoire de la violence
Histoire de la violence est un roman français de genre autobiographique écrit par Édouard Louis, paru aux Éditions du Seuil en janvier 2016.

## Structure et récit
Dédié à Geoffroy de Lagasnerie, ce deuxième roman d'Édouard Louis est composé de seize chapitres, dont le titre en est le numéro en toutes lettres, un « Intermède » à propos de Sanctuaire de Faulkner s'insérant entre les chapitres huit et neuf.
Tandis qu'il rentre d'une soirée de réveillon de Noël, Édouard est abordé par Reda, un jeune kabyle, qu'il finit par inviter chez lui pour faire l'amour. Les deux hommes passent la nuit ensemble dans le studio d'Édouard, mais la situation dégénère quand celui-ci s'aperçoit de la disparition de son téléphone : sous la menace d'une arme, il est étranglé et violé par Reda.
Histoire de la violence est un roman autobiographique centré sur les répercussions et les sources de cette violence, intégrant les étapes postérieures (examens médicaux, plainte portée auprès de la police, révélation aux proches) et une réflexion sur l'histoire de Reda. Le récit est narré par Édouard, mais également par sa sœur Clara, qui raconte l'histoire à son mari, avec sa propre interprétation des faits. Le narrateur écoute secrètement la version de sa sœur, ajoutant un commentaire critique — qui s'insère en écriture italique.    
Le roman, qui ne respecte pas la chronologie des faits, comporte, comme pour En finir avec Eddy Bellegueule, deux niveaux de langage, dont celui populaire de Clara,,.

## Réception critique
Pour Le Monde, le deuxième roman d'Édouard Louis est « splendide » et « bouleversant », tandis que pour Les Inrocks , Histoire de la violence « impressionne » et se révèle être « encore plus fort que le premier » roman de l'auteur. L'ouvrage reçoit également un accueil favorable dans les revues littéraires comme La Quinzaine littéraire, ou Diacritik qui qualifie Édouard Louis d'écrivain qui « compte parmi les plus grandes voix de la littérature contemporaine ». 
Le livre est en revanche vivement critiqué par Laurent Nunez dans Marianne, pour qui le livre d'Édouard Louis « déplait et met mal à l'aise », ou encore par Le Point qui déplore le misérabilisme du livre et conclut ainsi sa critique : « En notre époque où le plaisir de la littérature semble se confondre avec le malheur des autres, Histoire de la violence est promis à un grand succès ». 
Certains journalistes relèvent l'aspect politique et sociologique du roman, comme Fabienne Pascaud qui parle dans Télérama d'un livre « engagé » où l'auteur « fait entendre que c'est en pénétrant la violence du monde qu'on trouvera la vérité cachée de notre société », ou Julien Burri dans L'Hebdo, pour qui le roman parle « des rôles sociaux qui nous prédestinent, nous piègent. Du fait d’être dépossédé de sa propre histoire lorsqu’elle est mise en mots par d’autres, fonctionnaires de police, médecins ou amis » et écrit que le livre échappe « au point de vue ethnique ou racial pour se centrer sur une lecture plus fine et sociologique ».
Le roman est en revanche lourdement critiqué dans Le Figaro, L'Opinion ou Libération (« kitsch naturaliste, tournant au procédé »). Dans Slate, Jérémy Collado évoque un livre « qui sent bon la prolophobie » et qui, par l'assignation identitaire de ses personnages, fait du « chantage à la sociologie ».

## Adaptation théâtrale
Thomas Ostermeier, directeur de la Schaubühne de Berlin, met en scène le roman en 2018 et cosigne avec Édouard Louis son adaptation théâtrale, Au cœur de la violence (Seuil, 2019). Le spectacle est présenté en France au Théâtre des Abbesses en 2020. « Ce n'est pas facile de porter une souffrance qu'on n'a pas choisie. Le théâtre peut être ce lieu où quelqu'un vient porter les combats à votre place », développe Édouard Louis, qui explique avoir choisi Thomas Ostermeier car celui-ci « a toujours articulé son théâtre à une dénonciation des mécanismes ». 
La pièce reçoit un accueil contrasté. Marie-José Sirach loue dans L'Humanité le choix d'Ostermeier de s'être « bien gardé de faire dans l'emphase » et d'avoir « choisi un dispositif minimaliste qui dit aussi bien la solitude, l'impuissance, que la révolte de son personnage principal ». Brigitte Salino, dans Le Monde, critique en revanche l'omniprésence sur scène des quatre acteurs, incarnant à eux seuls dix personnages (sans compter le narrateur) : « S’il a une cohérence intellectuelle – la difficulté, voire l’impossibilité, de rendre compte de la violence –, ce parti pris ne joue pas en faveur du spectateur, submergé par un flot d’actions conjointes ». Si pour Marina Da Silva dans Le Monde diplomatique, « la dénonciation des mécanismes de reproduction de la violence sont magnifiquement servis dans la pièce par un quatuor d’acteurs exceptionnel », Lucile Commeaux estime sur France Culture que « déduire une théorie de la violence d’une expérience individuelle exige sans doute un travail que le spectacle n’effectue jamais, et qu’il n’effectue jamais par lâcheté au sens littéral : la réduction sur scène rend cette articulation trop floue, rien ne se noue jamais, la référence bourdieusienne est trop vague, trop pauvre, elle-même réduite à un accessoire théâtral sommaire et usé ». 

## Affaire judiciaire
Une plainte pour viol a été déposée par Édouard Louis. Après la clôture de l'instruction, le parquet a estimé dans son réquisitoire que l'enquête avait permis de confirmer un rapport sexuel non consenti. Pour la « bonne administration de la justice », et « en opportunité », celui-ci a requis une correctionnalisation de l'affaire, ce qui est « courant dans ce genre d'affaire » selon Le Parisien. L'avocate de Riadh B. (Reda) indique : « le parquet acte la fragilité des dépositions d'Édouard Louis en correctionnalisant le dossier et en ne retenant pas la circonstance aggravante de l’arme ». L'avocat d’Édouard Louis indique quant à lui que son client est « satisfait » de ce réquisitoire où « il est à la fois reconnu par le parquet comme victime d’une agression à caractère sexuel et est soulagé que son agresseur n’aille pas aux assises ». Riadh B. est finalement relaxé en appel en février 2022.